# Roberta Morise
Roberta Emilia Morise (Cariati, 13 marzo 1986) è una showgirl ed ex modella italiana.

## Biografia
Nativa di Cariati ma cresciuta a Cirò Marina, ha esordito in televisione con la partecipazione a Miss Italia 2004, classificandosi al quinto posto. Nel 2004 ha partecipato in veste di corista alla trasmissione di Rai 1 I raccomandati condotta da Carlo Conti, che nello stesso anno l'ha voluta sul palco di Rimini per affiancarlo nel programma di fine anno L'anno che verrà. In seguito ha partecipato a Starflash e ad Assolutamente, trasmissioni targate RAI, e ha collaborato al programma L'eredità per tre anni consecutivi nel ruolo di valletta. In questi anni, ha avuto una relazione con il conduttore Carlo Conti, terminata nel 2011.
Dopo L'eredità, per i tre anni successivi, è stata madrina fissa e valletta de I migliori anni su Rai 1. Il 15 giugno 2011 pubblica il suo primo album discografico, intitolato È soltanto una favola, trainato dal singolo Dubidoo scritto e prodotto da Fabio Cobelli. Dal settembre 2013, per quattro anni è stata co-conduttrice di Easy Driver. Dal 5 al 10 febbraio 2018, in occasione del Festival di Sanremo 2018, conduce per la web tv della rivista Panorama il talk show L'Italia in vetrina - Viva Sanremo. Nell'estate dello stesso anno conduce assieme a Dario Vergassola il programma Sei in un Paese meraviglioso, in onda su Sky Arte HD. 
Nell'autunno 2018 inizia a condurre il programma del mezzogiorno di Rai 2, I fatti vostri, assieme a Giancarlo Magalli, fino al 2020. Dal 1° all'8 febbraio 2022 torna provvisoriamente a L'eredità nel ruolo di valletta. Nel gennaio 2023 al Campidoglio di Roma vince il Premio “Antenna d’Oro per la Tivvù”.

## Vita privata
A poco più di un anno dal loro primo incontro, e pochi mesi dopo la nascita del figlio Gianmaria, nell'estate 2024 si è sposata con lo chef Enrico Bartolini. Dopo Gianmaria che ha appena compiuto un anno, annunciano che il secondo figlio della conduttrice e dello chef Enrico Bartolini nascerà a novembre e si chiamerà Enea.

## Televisione
- Miss Italia (Rai 1, 2004) - concorrente
- L'eredità (Rai 1, 2006-2009, 2022) - professoressa
- I migliori anni (Rai 1, 2009-2011) - madrina
- Easy Driver (Rai 1, 2013-2017)
- Sei in un Paese meraviglioso (Sky Arte, 2018)
- I fatti vostri (Rai 2, 2018-2020)
- Detto fatto (Rai 2, 2021) - rubrica musicale
- L'isola dei famosi (Canale 5, 2022) - concorrente
- Camper (Rai 1, 2022)
- Telethon (Rai 1, 2022)
- Sanremo a tavola (Food Network, 2023)
- Camper in viaggio (Rai 1, 2023)
- Calabria a tavola (Food Network, 2023)
- Linea verde Discovery - Tutte le strade portano a Roma (Rai 1, 2024)

## Web
- L'Italia in vetrina - Viva Sanremo (Panorama.it, 2018)

## Discografia

### Album
- 2011 - È soltanto una favola

### Singoli
- 2011 - Dubidoo
- 2020 - A mano a mano (feat. Pierdavide Carone)

### Videoclip
- 2011 - Dubidoo